# Балаклейская городская община
Балаклейская городская община — территориальная община в Украине, в Изюмском районе Харьковской области. Административный центр — Балаклея.
Площадь общины — 1299.5 км². Зарегистрированного населения общины на момент 2024 года составляет 41 069 человека.

## Населённые пункты
В состав общины входит 1 город и административный центр — Балаклея, 1 посёлок Слобожанское и 35 сёл(Асеевка, Байрак, Берестянки, Борщовка, Бригадировка, Вербовка, Вольное, Ветровка, Волчий яр, Волвенково, Волобуевка, Волохов Яр, Гусаровка, Крейдянка, Криничное, Лозовенька, Меловая, Новая Гусаровка, Новая Серпуховка, Новониколаевка, Петровское, Поповка, Протопоповка, Северское, Соколовка, Степок, Таранушино, Успенское, Чепель,  Шевелёвка, Щуровка, Яковенково, Янохино)

## История
Создана 12 июня 2020 года путём объединения Балаклейского гор. совета, Волохово-Ярского сельского совета и нескольких сельских советов бывшего Балаклейского района.
В марте 2022 года, ВС РФ оккупировали значительную часть Балаклейской общины. В ходе украинского контрнаступления  община была освобождена.

## Население
| 2020    | 2023    | 2024     |
| ------- | ------- | -------- |
| ↗ 46142 | ↘ 25993 | ↗ 41 069 |